# Касьян-Кедва
Касьян-Кедва (Посьян-Кедва) — река в России, протекает по Республике Коми. Левая составляющая реки Кедва. Устье реки находится в 7 км по левому берегу реки Кедва. Длина реки составляет 93 км.
Река спускается с западного склона Тиманского кряжа и протекает на запад в бассейн Северной Двины. Тиманский кряж служит водоразделом Северной Двины и Печоры.
В районе устья Касьян-Кедвы в 1809 году вологодский губерский прокурор Тертий Борноволоков описал обнаружение горючих сланцев (доманита), горного масла и углей.

## Притоки
- Вежаю
- ручей Чомкосаёль

## Данные водного реестра
По данным государственного водного реестра России относится к Двинско-Печорскому бассейновому округу, водохозяйственный участок реки — Вычегда от города Сыктывкар и до устья, речной подбассейн реки — Вычегда. Речной бассейн реки — Северная Двина.
Код объекта в государственном водном реестре — 03020200212103000021012.